# Mandevilla pubescens
Mandevilla pubescens är en oleanderväxtart som först beskrevs av Carl Ludwig von Willdenow, Johann Jakob Roemer och Schult., och fick sitt nu gällande namn av J.F.Morales. Mandevilla pubescens ingår i släktet Mandevilla och familjen oleanderväxter. Inga underarter finns listade i Catalogue of Life.